# Rhodosciadium
Rhodosciadium es un género de plantas  pertenecientes a la familia Apiaceae. Comprende 15 especies descritas y de estas, solo 6 aceptadas.

## Taxonomía
El género fue descrito por Sereno Watson y publicado en Proceedings of the American Academy of Arts and Sciences 25: 151. 1889. La especie tipo es: Rhodosciadium pringlei S. Watson. 	

## Algunas especies
A continuación se brinda un listado de las especies del género Rhodosciadium aceptadas hasta julio de 2013, ordenadas alfabéticamente. Para cada una se indica el nombre binomial seguido del autor, abreviado según las convenciones y usos.
- Rhodosciadium argutum (Rose) Mathias & Constance
- Rhodosciadium diffusum (J.M. Coult. & Rose) Mathias & Constance
- Rhodosciadium longipes (Rose) Mathias & Constance
- Rhodosciadium montanum (J.M. Coult. & Rose) Mathias & Constance
- Rhodosciadium nelsonii (J.M. Coult. & Rose) Mathias & Constance
- Rhodosciadium tolucense (Kunth) Mathias